# فريحة البركاوي
فريحة البركاوي هي امرأة سياسية ليبية ، تم اغتيالها في السابع عشر من يوليو عام 2014 .

## المشوار المهني
- ممثلة عن  شعبية (مدينة) درنة  في المؤتمر الوطني العام الليبي .
- عضوة في تحالف القوى الوطنية (الذي لا يتبع الإسلام السياسي)
- عضوة في لجنة الميزانية.[2]

## وفاتها
تم إطلاق النار على فريحة بواسطة مسلح في إحدى محطات الوقود في درنة في السابع عشر من يوليو عام 2014 ، بعد ثلاثة أسابيع من اغتيال المحامية والناشطة السياسية سلوى بوقعيقيص . كانت فريحة قد أدانت بقوة اغتيال سلوى بوقعيقيص.

## حياتها الشخصية
كانت فريحة متزوجة . كان زوجها معتقلا سياسيا لفترة طويلة في ظل حكم معمر القذافي .